# Томас Улімвенгу
Томас Улімвенгу (англ. Thomas Ulimwengu, нар. 14 червня 1993, Танга) — танзанійський футболіст, нападник суданського клубу «Аль-Хіляль» (Омдурман).
Виступав, зокрема, за клуб «ТП Мазембе», а також національну збірну Танзанії.

## Клубна кар'єра
Народився 14 червня 1993 року в місті Танга. Вихованець юнацької команди Tanzania Soccer Academy.
У дорослому футболі дебютував 2009 року виступами за команду клубу «Моро Юнайтед», в якій провів один сезон. 
Своєю грою за цю команду привернув увагу представників тренерського штабу клубу «ТП Мазембе», до складу якого приєднався 2011 року. Відіграв за команду з Лубумбаші наступні п'ять сезонів своєї ігрової кар'єри. Більшість часу, проведеного у складі «ТП Мазембе», був основним гравцем атакувальної ланки команди.
Згодом з 2017 по 2018 рік грав у складі команд клубів «АФК Ескільстуна» та «Слобода» (Тузла).
До складу клубу «Аль-Хіляль» (Омдурман) приєднався 2018 року. 

## Виступи за збірні
У 2009 році залучався до складу молодіжної збірної Танзанії. На молодіжному рівні зіграв в 11 офіційних матчах, забив 13 голів.
У 2009 році дебютував в офіційних матчах у складі національної збірної Танзанії.